# Хиллсборо (стадион)
«Хи́ллсборо», также употребляется более корректное название «Хи́лсборо» (англ. Hillsborough Stadium), — домашний стадион клуба «Шеффилд Уэнсдей», расположен в районе Оулертон на северо-западе Шеффилда. На сегодняшний день стадион является крупнейшим в городе, вмещая до 40 000 зрителей. Стадион был известен как «Оулертон» до 1914 года, с чем связано и прозвище «Уэнсдей» — совы.
Стадион представляет собой четыре независимые трибуны и одну угловую. Крупнейшая трибуна — Южная (более 11 000 мест), наименьшая — Западная (менее 6 000 мест — выделяется для гостевых болельщиков). Единственная угловая трибуна — Северо-Западная была закрыта на два года перед сезоном 2007/08, так как не прошла аттестацию безопасности. Перед сезоном 2009/10 была снова открыта и принимает гостевых болельщиков.
В планы клуба входит ремонт стадиона и расширение до 44 825 мест на сумму примерно 22 млн фунтов стерлингов. План был утверждён Городским советом Шеффилда с целью проведения на нём матчей Чемпионата мира по футболу-2018. Стадион вошёл в заявку Англии на Чемпионат мира-2018. Ранее «Хилсборо» принимал игры Кубка мира-1966 и чемпионата Европы по футболу в 1996 году.

## История
15 апреля 1989 года на стадионе произошла известная трагедия во время полуфинального матча Кубка Англии между «Ливерпулем» и «Ноттингем Форест». В образовавшейся на трибуне болельщиков «Ливерпуля» давке погибло 96 человек. Это побудило власти на ряд усовершенствований безопасности как на «Хиллсборо», так и других стадионах по всей стране, в том числе запрет на стоячие места и оборудование их креслами.
Примечательно, что это была не первая катастрофа на стадионе. В 1914 году в результате обрушения одной из трибун пострадало 75 человек, но обошлось без погибших.

## Трибуны

### Северная трибуна
Первоначально построена: 1899—1903

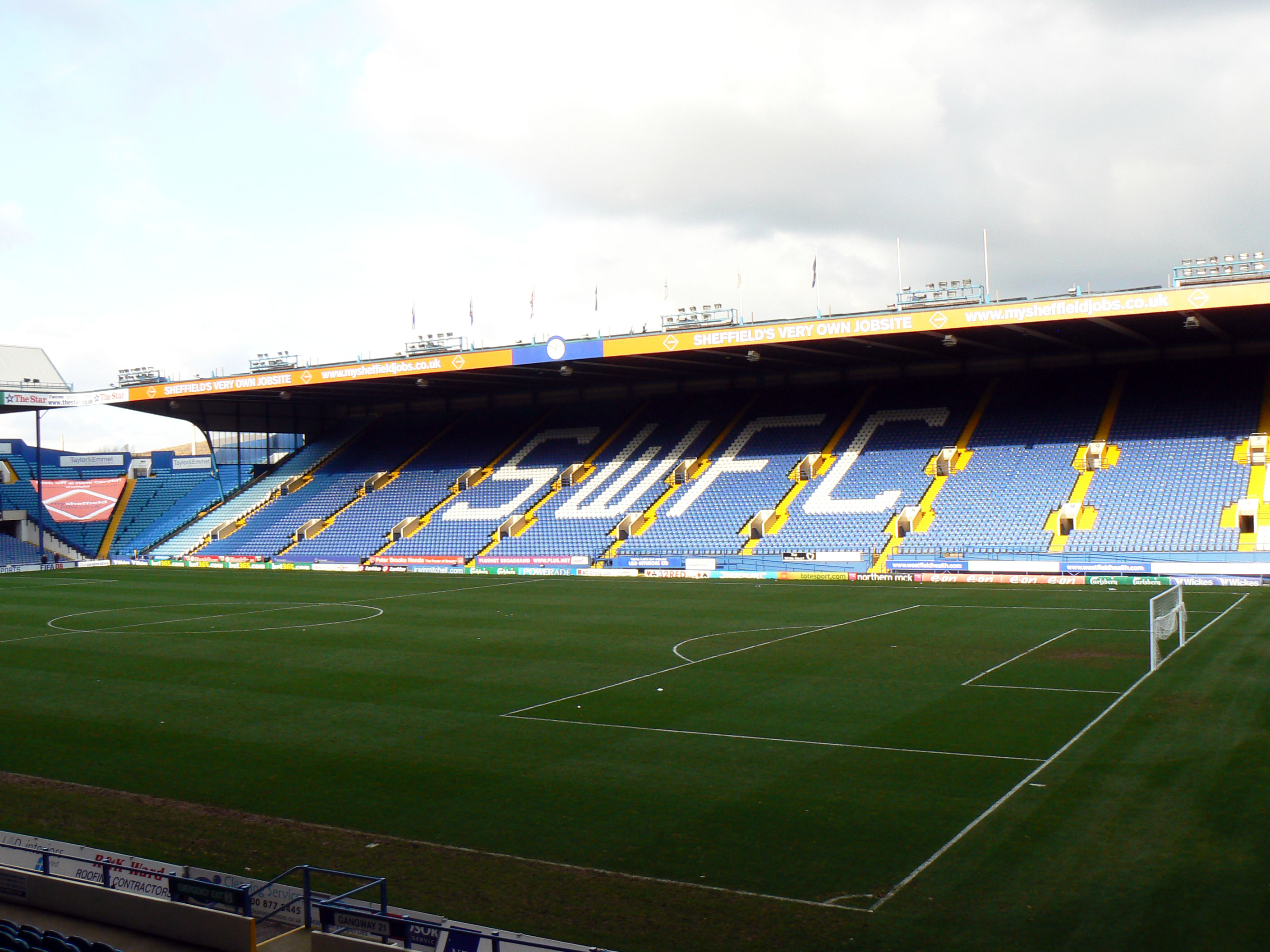
Северная трибуна

Построена в современном виде: 1960—1961
Вместимость: 9 255 сидячих мест
Спонсор: My Sheffield Jobs
Изначально Северная трибуна была построена в 1899—1903 годах. В начале 1960-х годов она была заменена современной трибуной с крышей, установленной на консольные балки. «Хилсборо» стал вторым стадионом в Англии, на котором применили подобную конструкцию (первым был старый стадион «Сканторп Юнайтед» — «Олд Шоуграунд»). После официального открытия трибуны в августе 1961 года был сыгран матч открытия 22 октября 1961 года, в гости к «Уэнсдей» пожаловал бразильский клуб «Сантос» со своей молодой звездой Пеле. Гол Пеле помог «Сантосу» выиграть со счётом 4:2. При открытии вместимость трибуны составляла 10 000 мест, но была уменьшена в последнее время, чтобы освободить место для зрителей-инвалидов, а также расширить выходы с трибуны по соображениям безопасности.

### Западная трибуна (Леппингс Лейн Энд)
Первоначально построена: 1900

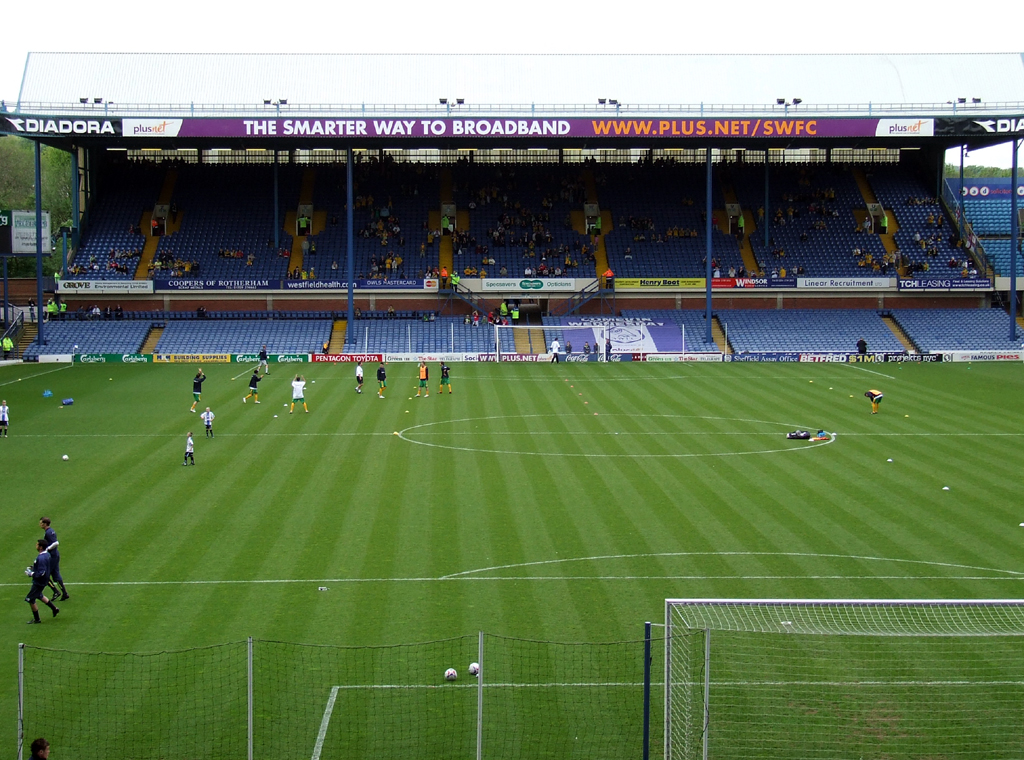
Западная трибуна

Построена в современном виде: 1961—1965
Вместимость: 5 772 сидячих места
Спонсор:  TitanBet UK
Первоначальная трибуна, построенная на рубеже веков, была рассчитана на 3 000 мест. Перед чемпионатом мира 1966 года Западная трибуна была снесена и заменена на двухъярусную с 4471 местом в верхнем ярусе и стоячими местами на нижнем. После печально известного инцидента в 1989 году нижний ярус был закрыт на два года, на нём были установлены 2294 сидячих места. Второе название трибуны — Леппингс Лейн Энд — взято от названия улицы, на которую обращена трибуна.

### Север-западная терраса
Первоначально построена: 1919—1920

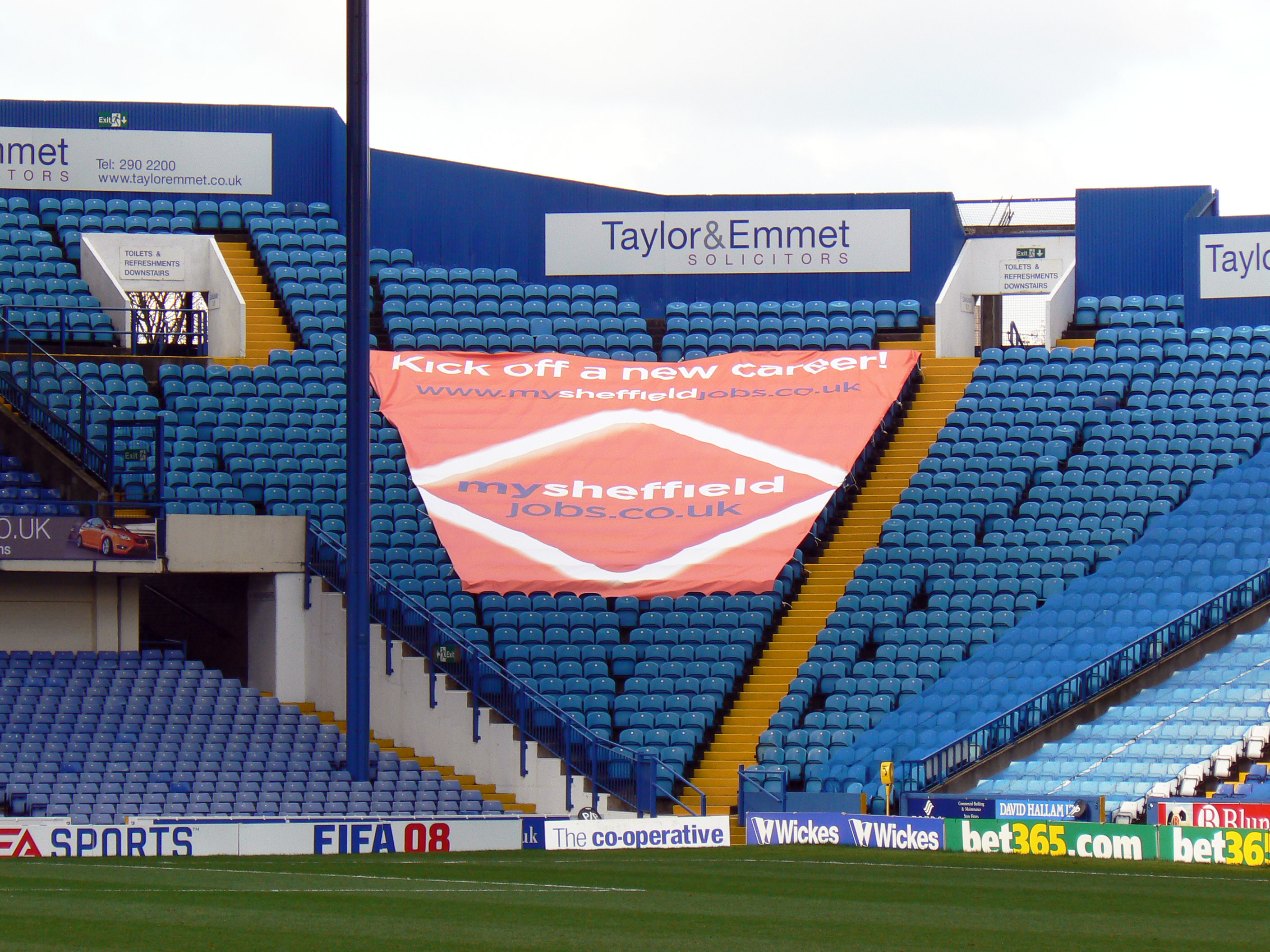
Северо-западная терраса

Построена в современном виде: январь 1965-май 1966
Вместимость: 1 382 сидячих места
Спонсор: Handley Brown Solicitors
Северо-западная терраса (по-прежнему называется террасой, несмотря на то, что в настоящее время все места сидячие) является единственной угловой трибуной и единственной трибуной, не закрытой крышей. Был построена в 1920 году, соединив Северную и Западную трибуны, но была снесена в начале 1965 года и заменена в середине 1966 года ко времени проведения Чемпионата мира 1966 года. Терраса была закрыта на два года, не получив сертификата безопасности на сезон 2007/08. В последние годы она использовалась только для рассаживания приезжих болельщиков, если оба яруса Западной трибуны заполнены до отказа. Пока не используется по прямому назначению, терраса используется как дополнительное пространство для рекламы.

### Южная трибуна
Первоначально построена: 1899—1903

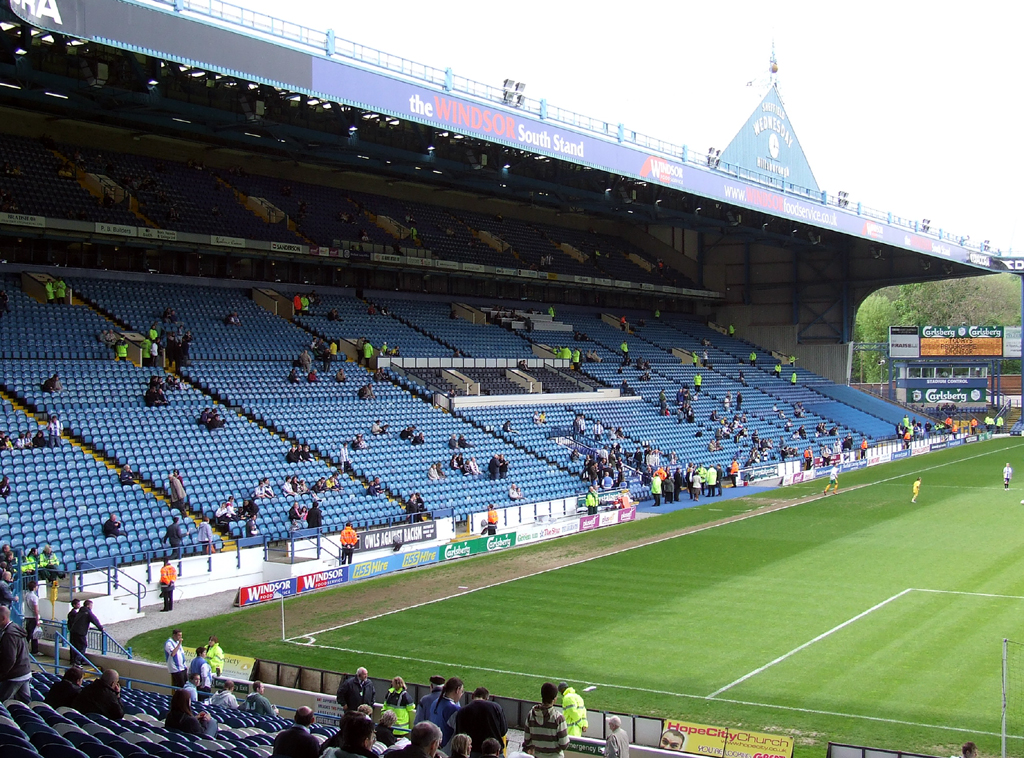
Южная трибуна

Построена в современном виде: 1913—1915
Реконструкция: 1995
Вместимость: 11 354 сидячих места
Спонсор: TBC
Южная трибуна является самой узнаваемой из четырёх трибун на «Хилсборо». Южная трибуна была первоначально построена ещё на старом стадионе «Уэнсдей» — «Олив Гроув», но переехал с клубом летом 1899 года в Оулертон, где он была восстановлена. Знаменитые часы также переехали с «Олив Гроув».
Современная трибуна, старейшая на стадионе, был построена в 1915 году. Стоимость постройки превысила £17 000 по проекту Арчибальда Лейтча. На трибуне было 5 600 сидячих мест, а также 11 000 стоячих мест. Современный вид трибуна приобрела после ряда усовершенствований в 1965 году перед Чемпионатом мира-1966 и перед Чемпионатом Европы-1996, обошедшейся в 7 млн фунтов стерлингов, когда верхний ярус увеличился на 3000 дополнительных мест, построены новая крыша, 30 VIP-комнат, два конференц-зала, бар, ресторан и ряд служебных помещений.

### Спион Коп
Построена: 1914
Вместимость: 11 210 сидячих мест
Спонсор: ASD Lighting

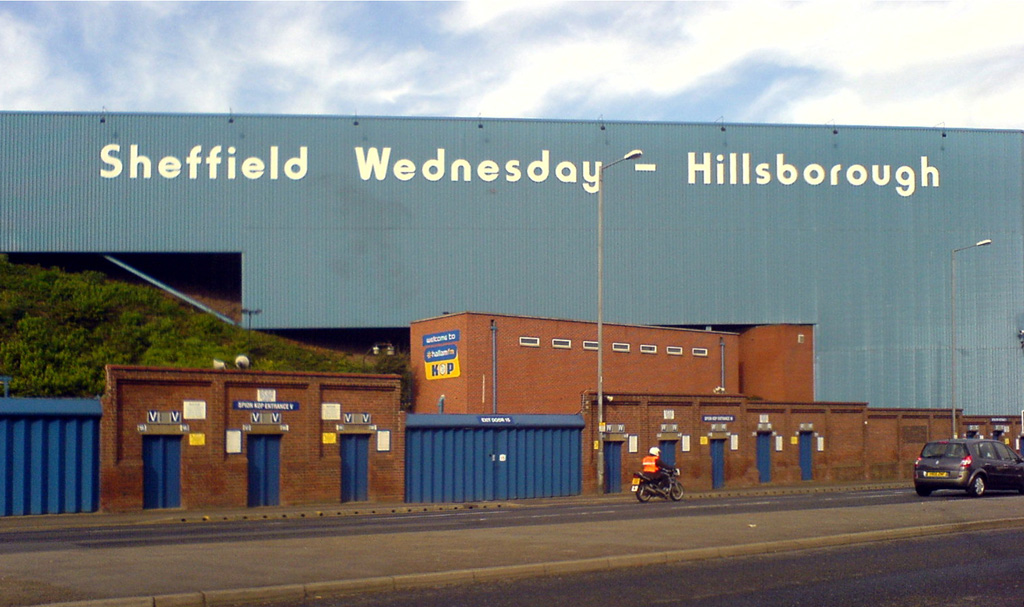
Вид на Коп снаружи

Названный в честь холма, который стал ареной знаменитой битвы во второй англо-бурской войне, Спион Коп построен на естественном холме в восточной части стадиона и является трибуной самых преданных фанатов «Уэнсдей». Как правило, называется фанатами просто Коп.
Трибуна была полностью закрыта крышей в 1986 году, после того как фанаты внесли свой вклад в стоимость. Коп был последней частью стадиона, полностью оборудованной сидячими местами (установка кресел завершилась только в 1993 году). Вместимость трибуны уменьшилась в два раза, но Коп остаётся одной из крупнейших одноярусных трибун в Великобритании.